# The Classical Conspiracy
Albums de Epica
The Divine Conspiracy
(2007) Design Your Universe
(2009)
The Classical Conspiracy est un album enregistré en public du groupe de metal symphonique néerlandais Epica, publié le 8 mai 2009 chez Nuclear Blast.
Il s'agit du concert enregistré à Miskolc en Hongrie, en présence d’un orchestre symphonique de 40 musiciens et de 30 choristes. Cet enregistrement en public regroupe principalement des morceaux romantiques et baroques, des reprises de musiques de films et des morceaux de leur composition.

## Liste des chansons
| 1.  | Palladium                                         | Yves Huts                   | 3:46 |
| 2.  | Dies iræ (du Requiem)                             | Giuseppe Verdi              | 2:15 |
| 3.  | Ombra Mai Fu (dans Xerxes)                        | George Frideric Handel      | 3:06 |
| 4.  | Adagio (de la Symphonie nº 9 de Dvořák)           | Antonín Dvořák              | 9:02 |
| 5.  | Spider-Man Medley                                 | Danny Elfman                | 4:16 |
| 6.  | Presto (des Quatre Saisons)                       | Antonio Vivaldi             | 3:06 |
| 7.  | Montagues and Capulets (dans Romeo and Juliet)    | Sergei Prokofiev            | 2:11 |
| 8.  | The Imperial March (dans Star Wars Episode V")    | John Williams               | 3:25 |
| 9.  | Stabat Mater Dolorosa (dans Stabat Mater)         | Giovanni Battista Pergolesi | 4:31 |
| 10. | Unholy Trinity                                    | Yves Huts                   | 3:11 |
| 11. | In the Hall of the Mountain King (dans Peer Gynt) | Edvard Grieg                | 3:11 |
| 12. | Pirates of the Caribbean Medley                   | Hans Zimmer/Klaus Badelt    | 6:44 |
| 13. | Indigo                                            |                             | 2:04 |
| 14. | The Last Crusade                                  |                             | 4:18 |
| 15. | Sensorium                                         |                             | 5:06 |
| 16. | Quietus                                           |                             | 4:22 |
| 17. | Chasing the Dragon                                |                             | 8:03 |
| 18. | Feint                                             |                             | 4:34 |

Toutes les chansons sont écrites et composées par Epica.
| 1.  | Never Enough          | 5:37  |
| 2.  | Beyond Belief         | 5:28  |
| 3.  | Cry for the Moon      | 7:44  |
| 4.  | Safeguard to Paradise | 3:59  |
| 5.  | Blank Infinity        | 4:45  |
| 6.  | Living a Lie          | 5:24  |
| 7.  | The Phantom Agony     | 10:30 |
| 8.  | Sancta Terra          | 5:11  |
| 9.  | Illusive Consensus    | 5:45  |
| 10. | Consign to Oblivion   | 12:06 |